# FSI

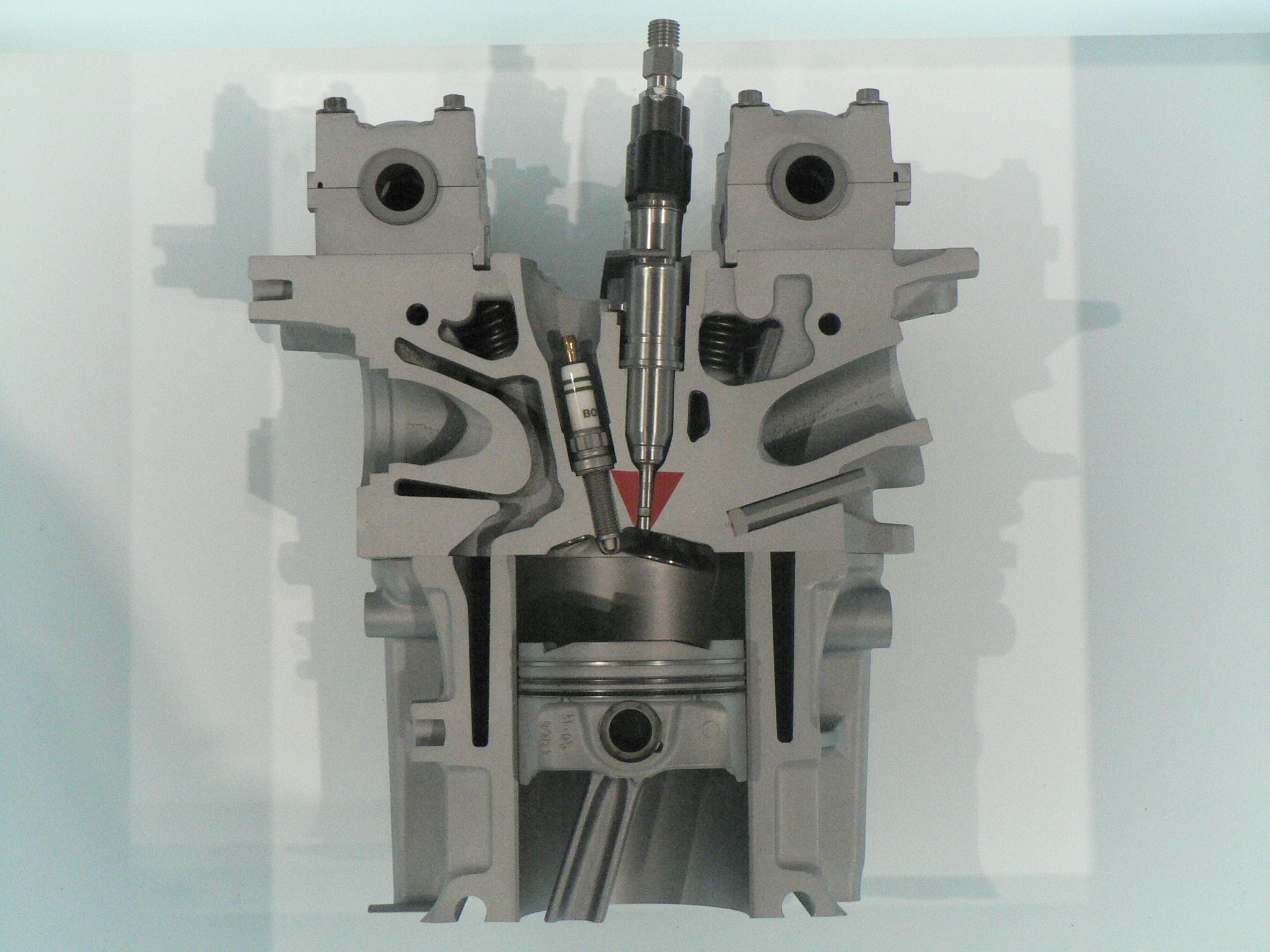
Двигун з FSI автомобіля BMW (інжектор палива розташований над червоним трикутником)

Прямий безпосередній приск (англ. Fuel Stratified Injection, FSI[джерело?], відома також як Gasoline Direct Injection, GDI, Petrol Direct Injection або Direct Petrol Injection, або Spark Ignited Direct Injection, SIDI) — система паливного приску в бензинових двигунах, розроблена фірмою Audi і представлена у 2000 році. Система FSI[джерело?] була зроблена за аналогією з дизельними агрегатами: помпа високого тиску нагнітає бензин в паливну рампу, спільну для всіх циліндрів. Паливо вприскується безпосередньо в камеру згоряння через форсунки з електромагнітними клапанами. Команда на відкривання кожної форсунки подається з центрального блоку управління, а фази її роботи залежать від роботи та навантаження мотора.
Переваги бензинового мотора з безпосереднім приском:
1. Завдяки форсункам з електромагнітними клапанами можливий приск дозованої кількості палива в камеру згоряння у визначений момент.
2. Зміна фаз впускного розподільчого валу на 40 градусів забезпечує високу тягу на низьких і середніх обертах.
3. Використання рециркуляції вихлопних газів понижує емісію токсичних речовин.
4. Мотори з безпосереднім приском FSI на 15 відсотків економніші бензинових моторів з традиційною системою приску.

Підвищений тиск приску (100 барів) забезпечує більш своєчасну подачу палива і його якісне розпилювання.
Збільшено нахил форсунки, а впускний канал розділено спеціальною перегородкою на 2 частини. Повітря може поступати через одну або через частину його перетину, або через обидві. На низьких обертах потік повітря проходить через одну половину каналу, що дозволяє збільшити його швидкість для досягнення ліпшого завихрення потоку. На високих обертах перегородка відкривається, повітря поступає через весь канал, і швидкість потоку залишається такою самою, як і при низьких обертах.